# Nonthaburi Challenger 2025 - Doppio
Il doppio del torneo di tennis professionistico Nonthaburi Challenger 2025, facente parte della categoria Challenger 75 nell'ambito dell'ATP Challenger Tour 2025, si è giocato dal 30 dicembre al 4 gennaio a Nonthaburi, in Thailandia. Tra le coppie partecipanti erano assenti Blake Ellis e Adam Walton, i detentori del titolo.
In finale Kokoro Isomura e Rio Noguchi hanno sconfitto Zdeněk Kolář e Neil Oberleitner con il punteggio di 7–6(3), 7–6(9).

## Teste di serie
1. Ray Ho /  Niki Kaliyanda Poonacha (quarti di finale)
2. Daniel Cukierman /  Joshua Paris (quarti di finale)

1. Seita Watanabe /  Takeru Yuzuki (semifinali)
2. Pruchya Isaro /  Wang Aoran (primo turno)

## Wildcard
1. Maximus Jones /  Wishaya Trongcharoenchaikul (primo turno)

1. Yuttana Charoenphon /  Kasidit Samrej (primo turno)

## Alternate
1. Kokoro Isomura /  Rio Noguchi (campioni)

## Tabellone

### Legenda
| - Q = Qualificato - WC = Wild card - LL = Lucky loser | - ALT = Alternate - SE = Special Exempt - PR = Protected Ranking | - w/o = Walkover - r = Ritirato - d = Squalificato |

|  | Primo turno | Primo turno                   | Primo turno                   | Primo turno | Primo turno |  |  | Quarti di finale | Quarti di finale          | Quarti di finale          | Quarti di finale    | Quarti di finale    |   |      | Semifinali | Semifinali            | Semifinali            | Semifinali          | Semifinali          |   |     | Finale | Finale | Finale | Finale | Finale |  |
|  |             |                               |                               |             |             |  |  |                  |                           |                           |                     |                     |   |      |            |                       |                       |                     |                     |   |     |        |        |        |        |        |  |
|  | 1           | R Ho N Kaliyanda Poonacha     | R Ho N Kaliyanda Poonacha     | 6           | 6           |  |  |                  |                           |                           |                     |                     |   |      |            |                       |                       |                     |                     |   |     |        |        |        |        |        |  |
|  | WC          | Y Charoenphon K Samrej        | Y Charoenphon K Samrej        | 0           | 3           |  |  | 1                | R Ho N Kaliyanda Poonacha | R Ho N Kaliyanda Poonacha | 3                   | 3                   |   |      |            |                       |                       |                     |                     |   |     |        |        |        |        |        |  |
|  |             | G Oliveira K Stevenson        | G Oliveira K Stevenson        | 1           | 3           |  |  |                  | Z Kolář N Oberleitner     | Z Kolář N Oberleitner     | 6                   | 6                   |   |      |            |                       |                       |                     |                     |   |     |        |        |        |        |        |  |
|  |             | Z Kolář N Oberleitner         | Z Kolář N Oberleitner         | 6           | 6           |  |  |                  |                           |                           |                     |                     |   |      |            | Z Kolář N Oberleitner | Z Kolář N Oberleitner | 6                   | 6                   |   |     |        |        |        |        |        |  |
|  | 3           | S Watanabe T Yuzuki           | 7                             | 4           | [10]        |  |  |                  |                           | 3                         | S Watanabe T Yuzuki | S Watanabe T Yuzuki | 2 | 0    |            |                       |                       |                     |                     |   |     |        |        |        |        |        |  |
|  |             | E Dalla Valle K Sultanov      | 5                             | 6           | [5]         |  |  | 3                | S Watanabe T Yuzuki       | S Watanabe T Yuzuki       | S Watanabe T Yuzuki | w/o                 |   |      |            |                       |                       |                     |                     |   |     |        |        |        |        |        |  |
|  |             | FC Jianu M Sharipov           | 6                             | 4           | [10]        |  |  |                  | FC Jianu M Sharipov       | FC Jianu M Sharipov       | FC Jianu M Sharipov |                     |   |      |            |                       |                       |                     |                     |   |     |        |        |        |        |        |  |
|  |             | C Denolly C Lock              | 3                             | 6           | [8]         |  |  |                  |                           |                           |                     |                     |   |      |            | Z Kolář N Oberleitner | Z Kolář N Oberleitner | 63                  | 69                  |   |     |        |        |        |        |        |  |
|  |             | O Prihodko J Sels             | O Prihodko J Sels             | 2           | 5           |  |  |                  |                           |                           |                     |                     |   |      |            |                       | Alt                   | K Isomura R Noguchi | K Isomura R Noguchi | 7 | 711 |        |        |        |        |        |  |
|  |             | H Moriya K Uesugi             | H Moriya K Uesugi             | 6           | 7           |  |  |                  | H Moriya K Uesugi         | 63                        | 6                   | [10]                |   |      |            |                       |                       |                     |                     |   |     |        |        |        |        |        |  |
|  |             | G Blancaneaux C Tabur         | G Blancaneaux C Tabur         | 6           | 78          |  |  |                  | G Blancaneaux C Tabur     | 7                         | 3                   | [8]                 |   |      |            |                       |                       |                     |                     |   |     |        |        |        |        |        |  |
|  | 4           | P Isaro A Wang                | P Isaro A Wang                | 3           | 6           |  |  |                  |                           |                           |                     |                     |   |      |            | H Moriya K Uesugi     | 1                     | 6                   | [10]                |   |     |        |        |        |        |        |  |
|  | Alt         | K Isomura R Noguchi           | K Isomura R Noguchi           | 6           | 6           |  |  |                  |                           | Alt                       | K Isomura R Noguchi | 6                   | 4 | [12] |            |                       |                       |                     |                     |   |     |        |        |        |        |        |  |
|  |             | M Imamura W-b Shin            | M Imamura W-b Shin            | 4           | 2           |  |  | Alt              | K Isomura R Noguchi       | K Isomura R Noguchi       | 6                   | 6                   |   |      |            |                       |                       |                     |                     |   |     |        |        |        |        |        |  |
|  | WC          | M Jones W Trongcharoenchaikul | M Jones W Trongcharoenchaikul | 3           | 3           |  |  | 2                | D Cukierman J Paris       | D Cukierman J Paris       | 3                   | 4                   |   |      |            |                       |                       |                     |                     |   |     |        |        |        |        |        |  |
|  | 2           | D Cukierman J Paris           | D Cukierman J Paris           | 6           | 6           |  |  |                  |                           |                           |                     |                     |   |      |            |                       |                       |                     |                     |   |     |        |        |        |        |        |  |